# Ambrosius Seibaeus
Ambrosius Seibaeus (* 1571; † 20. November 1644) war ein deutscher Priester und Weihbischof des Bistums Mainz. Im Jahr 1597 empfing er die Priesterweihe. Am 22. Mai 1623 wurde er zum Titularbischof von Misenum und zum Weihbischof des Bistums Mainz ernannt. Die Bischofsweihe erfolgte am 23. Juli 1623. 
Am 25. März 1636 trug er nach kriegsbedingter Auslagerung, unterstützt von zwei Äbten und unter Gefolge des Kurfürsten Anselm Casimir Wambolt von Umstadt, in feierlicher Prozession das sogenannte Mainzer Gnadenkreuz von der Stadtkirche St. Christoph ins Heilig-Kreuz-Stift zurück.